# Einar Suðringur
Einar von den Südinseln, färöisch Einar Suðringur [ˈainaɹ ˈsuːɹɪŋguɹ] (* 10. Jahrhundert auf den Hebriden oder der Isle of Man; † 1005 im Suðuroyarfjørður auf den Färöern), war ein Verwandter von Brestir und Beinir und ist eine der Figuren in der Färingersaga.
Wie auch Snæúlvur kam er angeblich von den britischen Inseln und wohnte auf Suðuroy, der südlichsten Insel der Färöer. In der Färingersaga werden die „Südinseln“ nicht näher definiert, es wird aber davon ausgegangen, dass dies sehr wahrscheinlich die Hebriden waren, oder aber auch die Isle of Man. Somit gelten Einar und Snæúlvur als Beispiele für den frühen britischen Einfluss in der Wikingerzeit auf den Färöern, wobei davon auszugehen ist, dass beide Wikinger waren, die dort lebten.
969 kam es in Hov zum Streit zwischen Einar und Eldjarn Kambhøttur, einem Gefolgsmann von Havgrímur. Es kam 970 zur Verhandlung vor dem Thing auf Tinganes in Tórshavn. Der Prozess ging wie erwartet zugunsten von Einar aus.
Erst 1005 taucht Einar wieder in der Geschichte auf, als er noch unmittelbar vor dem Mord an Sigmundur Brestisson auf dessen Seite stand, aber auf der legendären Flucht über die Meerenge des Suðuroyarfjørður auf Sigmunds Schultern ertrank.
| Personendaten    | Personendaten                    |
| ---------------- | -------------------------------- |
| NAME             | Suðringur, Einar                 |
| ALTERNATIVNAMEN  | Einar von den Südinseln          |
| KURZBESCHREIBUNG | Figur der Färingersaga           |
| GEBURTSDATUM     | 10. Jahrhundert                  |
| GEBURTSORT       | Hebriden oder Isle of Man        |
| STERBEDATUM      | 1005                             |
| STERBEORT        | Suðuroyarfjørður auf den Färöern |